# Volo Air Busan 391
Il volo Air Busan 391 è stato un volo passeggeri internazionale di linea dall'aeroporto Gimhae di Busan, in Corea del Sud, all'aeroporto internazionale di Hong Kong. Il 28 gennaio 2025, l'Airbus A321 che operava il volo ha preso fuoco poco prima del decollo, causando 7 feriti e l'evacuazione dei 176 occupanti.

## Contesto

### L'aereo
L'aereo coinvolto era un Airbus A321 registrato come HL7763, entrato in servizio nel 2008. Entrò a far parte della flotta di Air Busan a partire dal 1° giugno 2017.

### Passeggeri ed equipaggio
A bordo erano presenti 169 passeggeri e 6 membri dell'equipaggio, oltre che un addetto alla manutenzione. La maggior parte dei passeggeri era in viaggio per le vacanze in occasione dell'inizio del nuovo anno lunare; erano inoltre presenti 22 passeggeri stranieri, di nazionalità cinese (18), americana (1), inglese (1) e filippina (1).

## L'incidente
L'aereo stava per lasciare la zona di parcheggio e rullare con circa 20 minuti di ritardo rispetto all'orario previsto, quando un incendio è scoppiato nella sezione di coda intorno alle 22:26 KST (UTC+9) e si è diffuso nella sezione di coda e fino a quasi metà della fusoliera. Air Busan ha affermato che l'incendio è stato notato da un membro dell'equipaggio in una cappelliera del lato posteriore sinistro della cabina. Alcuni passeggeri hanno affermato che l'incendio è scoppiato in seguito a un suono "crepitante", mentre un altro passeggero ha affermato che l'equipaggio non ha ordinato l'evacuazione dei passeggeri seduti in prossimità della fonte dell'incendio e ha detto loro di rimanere seduti nel tentativo di estinguere le fiamme, ormai già ampiamente diffuse, con un estintore. Altri passeggeri hanno anche accusato la compagnia aerea di non avere "un protocollo di sicurezza in caso di emergenza adeguato in atto", poiché era stato riferito loro di tornare a casa o all'hotel più vicino senza fornire ulteriori istruzioni.
La compagnia aerea ha affermato che l'equipaggio non ha avuto il tempo di fare un annuncio ufficiale ai passeggeri in merito all'incendio, ma ha affermato di aver seguito tutte le procedure appropriate, aggiungendo che il capitano ha immediatamente spento i sistemi idraulici e di carburante dell'aereo per prevenire danni secondari dopo essere stato informato dall'equipaggio dell'incendio. Air Busan ha anche affermato che il suo equipaggio aveva impedito a un passeggero di aprire la cappelliera interessata per spegnere le fiamme con un estintore, affermando che avrebbe fornito più ossigeno all'incendio e ne avrebbe causato l'intensificazione.
Tutte le 176 persone a bordo sono state evacuate in sicurezza utilizzando gli scivoli gonfiabili, incluso uno che è stato aperto da un passeggero. Sono stati segnalati sette lievi feriti dall'incendio; quattro membri dell'equipaggio hanno avvertito fastidio al torace a causa dell'inalazione di fumo, mentre tre passeggeri anziani hanno avvertito dolore al coccige e alla schiena. L'incendio ha generato buchi nella parte superiore della fusoliera. I vigili del fuoco sono arrivati sulla scena alle 22:34 KST (UTC+9). L'incendio è stato spento alle 23:31 KST (UTC+9) prima che potesse raggiungere le ali dell'aereo, che trasportavano 35.000 libbre di carburante.
L'incendio è stato il primo incidente che ha coinvolto Air Busan dal 2013.

## Le indagini
Il presidente e primo ministro Choi Sang-mok ha ordinato un'indagine approfondita sull'incidente. Il Ministero del territorio, delle infrastrutture e dei trasporti ha dispiegato funzionari sul posto e ha istituito una squadra di risposta alle emergenze. I registratori dei dati di volo sono stati recuperati dopo l'incendio, mentre una squadra della francese BEA è stata inviata per indagare sull'incidente a causa delle origini del produttore dell'aereo. Le autorità hanno dichiarato che un'indagine sarebbe iniziata il 3 febbraio e hanno stabilito che la rimozione del carburante dell'aereo non sarebbe stata necessaria necessaria a seguito dei controlli di sicurezza.